# De Plakkers
De Plakkers is een volleybalvereniging uit Sneek.
De vereniging werd op 23 augustus 1973 opgericht na een vergadering in Hotel Ozinga. Een groep was hier samengekomen na een verjaardag waarop zij zich afsplitsten van Olympus (tegenwoordig VC Sneek).
In de beginjaren bestond de vereniging uit een vriendengroep die eenmaal per week trainde in de Bonifatiusschool. Na een uitbreiding van dit team volgde al snel inschrijving bij de Nevobo en competitiedeelname met twee teams. Later zou het deelnameaantal dusdanig dalen, dat nog slechts 16 personen lid waren van de club. Na de toestroom van veel jongeren bleef opheffing de vereniging gespaard.
De vereniging speelt haar wedstrijden veelal in de Sneker Sporthal en in de sportzalen van Sportcentrum Schuttersveld. Het clubblad van De Plakkers heet Plakkers Magazine. De club organiseert jaarlijks het Plakkers Beach Volleybaltoernooi.